# Ectophasia dimidiata
Ectophasia dimidiata là một loài ruồi trong họ Tachinidae.